# Eugène Gayot
Pour les articles homonymes, voir Gayot.
Eugène Gayot, né le 9 juillet 1808  à Aversa (Italie) et mort le 23 mai 1891 à Brie-Comte-Robert, est un vétérinaire français. Il fut directeur du haras national du Pin et du haras national de Pompadour, inspecteur général des Haras nationaux, membre du Conseil général des haras et de la Société nationale d’agriculture, conseiller honoraire de la Société des agriculteurs de France et membre honoraire de la Société d’agriculture, commerce, sciences et arts du département de la Marne.

## Œuvres
Outre sa collaboration avec Louis Moll dans le grand Dictionnaire d’agriculture pratique, on a de lui des traités sur l’histoire naturelle, l’économie rurale et l’éducation de tous les animaux domestiques.
- Guide du sportsman ou Traité de l'entraînement et des courses de chevaux. Paris, Journal des haras, 1839.
- Études hippologiques. Paris, Guiraudet et Jouaust, 1845, 348 pages.
- La France chevaline. 1848-1854, 8 volumes. Le plus important ouvrage de l'auteur.
- Le chien. Histoire naturelle - Races d'utilité et d'agrément - Reproduction - Éducation - Hygiène - Maladies - Législation. Paris, Firmin Didot, 1871, 2 volumes, 546 pages & 67 planches.
- Les lapins,  lièvres et léporides. Races, élevage, maladies. Paris, La Maison rustique, 1865, 216 pages.
- Les petits quadrupèdes de la maison et des champs. Paris, Firmin Didot, 1871, 2 volumes, 444 pages & 390 pages.